# Huancabamba (distrito de Huancabamba)
Huancabamba é um distrito do Peru, departamento de Piura, localizada na província de Huancabamba.

## História
Em 1825 se crea o distrito de Huancabamba.

## Alcaldes
- 2011-2014: Wilson Ramiro Ibañez Ibañez, Movimiento Independiente Agro Si.
- 2003-2010: Valentín Quevedo, Independiente/Frente Amplio Campesino Urbano.
- 1999-2002: Edmundo Zurita López, Vamos Vecino.
- 1996-1998/1981-1986:: Víctor Modesto Ramírez Saavedra, Lista Independiente No. 11/Acción Popular .
- 1993-1995: Jorge Domingo Ramírez Ocaña, Acción Popular.
- 1990-1992: Carlos Augusto La Torre Meléndez, Acción Popular.

## Transporte
O distrito de Huancabamba é servido pela seguinte rodovia:
- PI-107, que liga a cidade ao distrito de El Carmen de La Frontera
- PE-2A, que liga a cidade ao distrito de La Matanza
- PE-3N, que liga o distrito de La Oroya (Região de Junín) à Puerto Vado Grande (Fronteira Equador-Peru) no distrito de Ayabaca (Região de Piura)[1][2][3]

## Festas
- Nossa Senhora do Carmo